# Socialekologi
Socialekologi är den del av humanekologin som berör det sociologiska området.
Socialekologin behandlar samspelet mellan sociologiska grupper, kulturer och samhällen och deras förhållande och samspel med den omgivande fysiska miljön. Socialekologin utgjorde en viktig gren inom sociologin före funktionalismens genombrott. Bland ledande företrädare märks Robert E. Park och Amos Hawley.